# Earina floripecten
Earina floripecten är en orkidéart som beskrevs av Friedrich Fritz Wilhelm Ludwig Kraenzlin. Earina floripecten ingår i släktet Earina och familjen orkidéer.
Artens utbredningsområde är Nya Kaledonien. Inga underarter finns listade i Catalogue of Life.